# Crytea townesi
Crytea townesi là một loài tò vò trong họ Ichneumonidae.